# Isla de Tierra
Het Isla de Tierra (Arabisch: Djazirat al-bahr) vormt samen met het Isla de Mar en het eiland Peñón de Alhucemas de archipel van de Alhucemas-eilanden.
Isla de Tierra is onbewoond en er zijn geen gebouwen. Het ligt ongeveer 50 meter van de kust van Marokko. Het strand van Sfiha is een populaire attractie voor de Marokkaanse bevolking. Het hoogste punt van het eiland ligt 11 meter boven zeeniveau.
Het eiland werd in de 16e eeuw, samen met andere eilanden voor de noordkust van Marokko, overgedragen aan het Koninkrijk Spanje. Tegenwoordig behoort het tot de Plazas de soberanía, die rechtstreeks ondergeschikt zijn aan de centrale overheid in Madrid.
Begin september 2012 bereikte een groep van ongeveer 100 vluchtelingen uit landen ten zuiden van de Sahara het eiland, zwemmend of in kleine bootjes. Op 3 september bracht de ingezette Guardia Civil 16 vrouwen en kinderen over naar de stad Melilla. De volgende dag werden de overige personen in samenwerking met de Marokkaanse autoriteiten teruggebracht naar het vasteland, op basis van de terugnameovereenkomst uit 1992 tussen Marokko en Spanje.
Door de geïsoleerde ligging van het eiland heeft zich op Isla de Tierra opnieuw een broedkolonie gevormd van de Audouin-meeuw (Ichtyaetus audouinii), die alleen in het Middellandse Zeegebied voorkomt.